# Le Portement de Croix (Andrea di Bartolo)
Pour les articles homonymes, voir Portement de croix (homonymie).
Le Portement de Croix (en italien, Andata al Calvario) est une peinture en tempera sur bois  du peintre de l'école siennoise Andrea di Bartolo, datant de 1415-1420 et  conservée au Musée Thyssen-Bornemisza de Madrid.

## Description
Au centre bas du tableau, Jésus portant sa tunique rouge, porte sa croix (aidé par Simon de Cyrène en blanc) et regarde vers sa mère, une foule se presse à ses côtés composée d'un homme en rouge le poussant, à droite de soldats en armes, piques et étendards rouges dressés, et de ses proches qu'on devine à gauche : Marie en bleu levant un bras, bloquée par un soldat levant son épée,  Marie-Madeleine en rouge dans la foule descendant de la ville, de plusieurs disciples à gauche dont on n'aperçoit que les têtes (ils sont tous reconnaissables à leur auréole). Deux figures minuscules occupent le bas du tableau à droite sont vêtus des mêmes couleurs, rouge et or rencontrées dans tout le tableau.
Une foule suit cette scène accompagné de soldats à cheval, un portant un bouclier marquée de trois lettres grecques, descendant de la ville par une porte voûtée ouverte dans les fortifications du haut du tableau. Plusieurs bâtiments de cette ville sont visibles, tours, campaniles, à toits rouges et murs blancs.
Sur la droite, une colline  s'élève avec un arbre sur sa pente.
Le fond du ciel est moucheté et doré.

## Analyse
Très proche (voire copie servile) d'une œuvre similaire de Simone Martini datant pourtant de 1333, le style reste très archaïque au XVe siècle, comme beaucoup d'œuvres de l'école siennoise restée sans innovation (par rapport aux avancées stylistiques de l'école florentine de la même époque).
La perspective reste symbolique avec ses disproportions entre la taille des protagonistes et celle de l'architecture, le point de fuite n'est pas maîtrisé bien que soient présentes les fuyantes ; en attestent également les auréoles circulaires et non elliptiques.
La petite taille des personnages du premier plan en bas à droite est exagérément rendue, même par rapport au tableau de Martini.

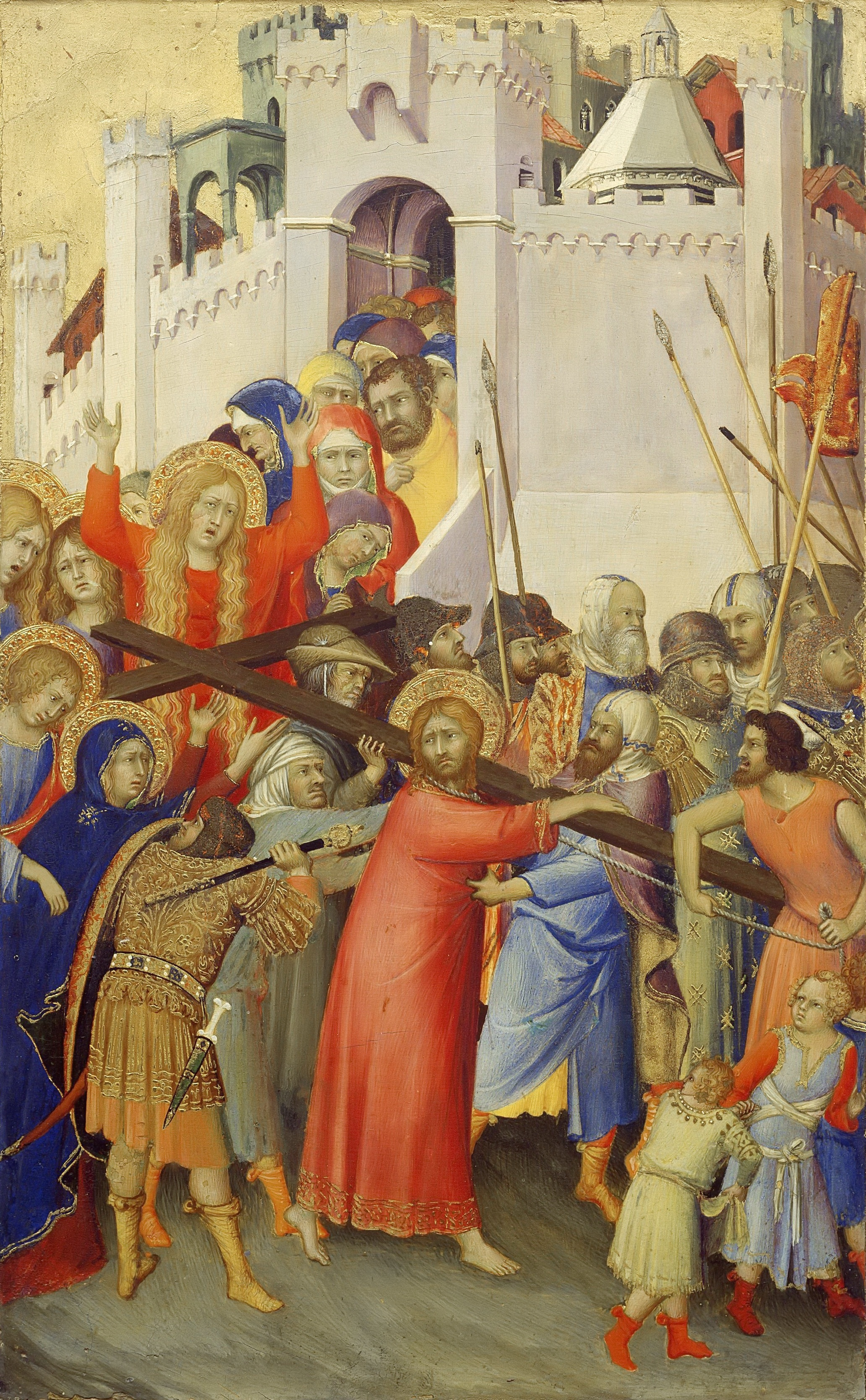
L'œuvre de 1333 par Simone Martini.

## Sources
- Notice du musée citée en lien externe.